# Fiat 619
Le Fiat 619 est un camion polyvalent, porteur ou tracteur de semi-remorques, fabriqué par le constructeur italien Fiat V.I. de 1964 à 1980.
Il fait partie de la famille des camions lourds Fiat V.I.. La première série était équipée de la cabine Fiat « baffo » avancée de seconde génération à moustaches, et la seconde série a bénéficié de la nouvelle cabine Fiat "H" aux formes carrées qui sera maintenue jusqu'en 1991.
Ce véhicule devait remplacer le Fiat 682 qui sera fabriqué pendant 32 ans, de 1952 à 1984, mais dont la carrière fut prolongée pour répondre aux demandes des transporteurs africains. Le Fiat 619 en version porteur comme tracteur était initialement destiné aux marchés d'Europe du Nord.
Il sera remplacé en 1975 par la série Fiat 170/190 rebaptisée Iveco en 1980 pour couvrir la tranche lourde de transport de 14 à 40 tonnes.

## Le Fiat 619 en synthèse

### Fiat 6191resérie
Doté du moteur 6 cylindres en ligne Fiat 221 de 12 883 cm3 de cylindrée, il disposait d'un couple maximum de 900 tr/min comme tous les camions Fiat de la gamme lourde. Sa cabine restait fidèle au modèle « baffo » Fiat de seconde génération restylée, avec les phares intégrés dans le pare-chocs avant et avec deux couchettes.
Conçu pour remplacer le Fiat 682 sur les marchés d'Europe du Nord, pour les transports internationaux lourds avec des charges de 19 à 40 tonnes, ce camion maintiendra la réputation de robustesse et de fiabilité de la marque. Il sera fabriqué d'abord aux Pays-Bas par Van Hool qui était très lié au constructeur italien à l'époque, puis à Turin.
Comme toute la gamme Fiat V.I. de l'époque, et cela jusqu'en 1975, la conduite est à droite pour le marché italien, à gauche pour l'exportation, sauf la Grande Bretagne. 

#### Caractéristiques techniques1resérie
- Moteur : Fiat type 221 - 12 883 cm3 - 210 ch
- Boîte de vitesses 8+2 mécanique
- PTC : sur porteur 4x2 : 14,0 t en Italie, 18,0 t en Europe, plus remorque de 18,0 t.
- PTC : sur porteur 6x2 : 18,0 t en Italie, 3e essieu orientable et relevable,
- PTR tracteur semi-remorques : Version T - 40,0 t.

Comme d'habitude à cette époque en Italie comme dans bien d'autres pays, les carrossiers spécialisés transformaient les camions porteurs 4×2 en 6×2 avec l'adjonction d'un essieu autodirecteur et relevable à l'arrière.
- pour les versions route, l'essieu était placé après l'essieu moteur avec allongement du châssis ce qui permettait une combinaison 3+3 de 36 tonnes ou 3+4 de 40 tonnes en Italie,
- pour les versions chantier, le châssis choisi était la version longue et l'essieu était ajouté devant l'essieu moteur ; le PTC passait alors de 14 à 20 tonnes en Italie.

### Fiat 619 N1/T12esérie

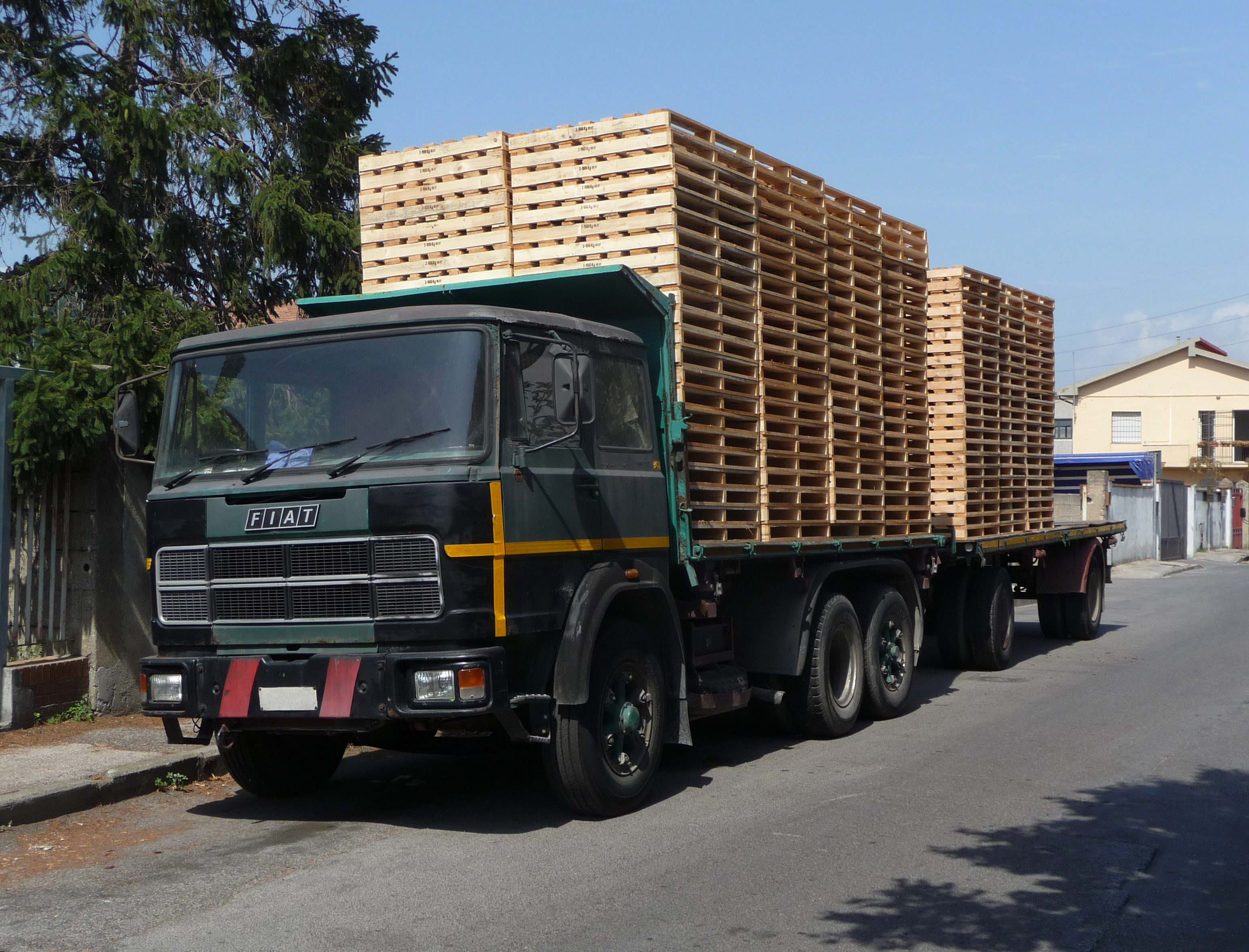
Un Fiat 619N1 transformé en 6×2 avec remorque

Lorsque la nouvelle cabine unifiée du groupe Fiat V.I. type "H", aux formes carrées, fut présentée en 1970, le 619 en bénéficia. Le constructeur italien lança les Fiat 619N1 et 619T1 en 1970. Cette même cabine sera montée sur les Unic Isoard de la dernière série.
Il recevra le nouveau moteur Fiat 8210.02 de 13 798 cm3 développant 260 ch à seulement 1 900 tr/min. Le couple maximum étant garanti dès 900 tr/min.
Il sera remplacé par le Fiat 170/190 en 1975, le premier camion universel de Fiat V.I. qui sera fabriqué aussi bien en France chez Unic qu'en Allemagne chez Magirus.

## Série Lourde Internationale 619
| Modèle                                                           | Années de production | Type moteur  | Cylindrée cm3 | Puissance ch DIN | PTC en tonnes    |
| ---------------------------------------------------------------- | -------------------- | ------------ | ------------- | ---------------- | ---------------- |
| Fiat 619 N cabine "baffo" porteur + remorque Italie 32 t         | 1964 - 1970          | Fiat 221     | 12.883        | 210              | 14,0/18,0 - 32   |
| Fiat 619 N - Export 35/40 t selon pays (en Belgique par VanHool) | 1964 - 1967          | Fiat 221     | 12.883        | 210              | 19,0             |
| Fiat 619 T - Export tracteur semi-remorques                      | 1964 - 1967          | Fiat 221     | 12.883        | 210              | 38,0/40,0        |
| Fiat 619 N - Export train routier de 40 t                        | 1967 - 1970          | Fiat 221     | 12.883        | 230              | 19,0/40,0        |
| Fiat 619 N1 cabine "H" - train routier 32,5/44 t selon pays      | 1970 - 1980          | Fiat 8210.02 | 13.798        | 260              | 14,0/19,0 - 44,0 |
| Fiat 619 N1P chantier                                            | 1970 - 1980          | Fiat 8210.02 | 13.798        | 260              | 15,0/19,0        |
| Fiat 619 T1/T1P cabine "H" - tracteur semi-remorque              | 1970 - 1980          | Fiat 8210.02 | 13.798        | 260              | 32,0/44,0        |
| Fiat 619 N cabine "baffo" Argentine                              | 1969 - 1973          | Fiat 221     | 12.883        | 210              | 18,0 - 45,0      |
| Fiat 619 N3E Argentine                                           | 1969 - 1973          | Fiat 221     | 12.883        | 210              | 22,0             |
| Fiat 619 T Argentine                                             | 1969 - 1973          | Fiat 221     | 12.883        | 210              | 38,0/40,0        |
| Fiat 619 N1 cabine "H" Argentine                                 | 1973 - 1992          | Fiat 221A    | 13.798        | 260              | 18,0 / 40,0      |
| Fiat 619 N3E cabine "H" Argentine                                | 1973 - 1992          | Fiat 221A    | 13.798        | 260              | 22,2 / 45,0      |
| Fiat 619 T1 cabine "H" Argentine                                 | 1973 - 1992          | Fiat 221A    | 13.798        | 260              | 38,0 / 40,0      |
| Fiat 619 N/T n.lle cabine "T" Argentine                          | 1993 - 1994          | Fiat 221A    | 13.798        | 260              | 38,0 / 45,0      |

## Les fabrications à l'étranger
Le Fiat 619 a été produit dans de nombreux pays étrangers :

### Belgique
Le Fiat 619 a été produit à l'origine en 1964 chez Van Hool sous licence pour les transporteurs du Nord de l'Europe, puis en Italie, dans l'usine Fiat SPA de Stura dans les configurations détaillées ci-dessus. La seconde série 619N1/T1 n'a jamais été produite en Belgique mais importée d'Italie.

### Turquie
Le Fiat 619 a été fabriqué en Turquie par la filiale locale de Fiat V.I., Otoyol, dans la première version avec la cabine Fiat « baffo » dans les années 1960 et avec la nouvelle cabine "H" de 1982 à 1987 (817 exemplaires) mais sous l'appellation Fiat 169 NT. 
Les caractéristiques mécaniques sont identiques aux originaux italiens.

### Argentine
Le Fiat 619 a été le premier camion produit localement après l'obtention du visa des autorités argentines en 1969. Le premier exemplaire a été produit le samedi 15 février 1969 avec la cabine Fiat « baffo » traditionnelle. Il sera commercialisé sous deux versions 619.N, identique à l'original italien et la version 619.N3E qui était une version 6×4, à l'image du Fiat 693. 155 exemplaires ont été fabriqués la première année.
À partir de 1971, il est décliné avec la nouvelle cabine type "H", sous le nom 619.N1 pour le porteur et 619.T1 pour le tracteur. Il est resté en production jusqu'en 1994 et a représenté la structure du transport routier lourd du pays. Ce modèle sera le premier camion fabriqué localement par la filiale argentine du constructeur italien Fiat V.I.. 13 571 camions porteurs et 4 271 tracteurs ont été fabriqués jusqu'en 1994. Les PTAC/R argentins autorisaient 22 tonnes sur le porteur 4x2 et 45 tonnes pour le semi-remporque.
À partir de 1993, il reçoit la nouvelle cabine Iveco type "T" identique à celle du Fiat-IVECO 190 Turbo. Globalement, en 25 ans, 17 842 exemplaires sont sortis des chaines de Fiat V.I. Argentina.

### Nigeria
Le Fiat 619 a été assemblé dans l'usine de Kano au Nigéria à l'origine pour remplacer le fameux Fiat 682 qui restera en production jusqu'en 1988.
En France, le Fiat 619 a été distribué par le réseau Unic sous les labels Fiat 619N pour la première série, puis Unic-Fiat 619N1 ensuite, dans les versions porteur et tracteur de semi-remorques.